# Sebes Imre
Sebes Imre (Szeghalom, 1910. február 19. – Budapest, 1964. január 25.) országgyűlési képviselő, pártmunkás, rendőrezredes, textilmunkás.

## Élete
Szegény nyolcgyermekes zsidó értelmiségi családban született, apja Sebes (Spät) Bernát Béla szarvasi születésű tanító, anyja Diamant Berta. Kereskedelmi iskolát végzett, majd pedig textilmunkásként helyezkedett el. 1930-ban az illegális KIMSZ, illetve a KMP tagja lett. Számos textilmunkás-sztrájk szervezése köthető nevéhez. 1931-ben a KIMSZ budapesti titkára lett, majd pedig a KMP kerületi titkáraként dolgozott. 1937-ben György öccsével együtt illegálisan Spanyolországba utazott, hogy részt vegyen a polgárháborúban. A Nemzetközi Brigád tagjaként harcolt; testvérét elvesztette, ő maga megsebesült. A harcok után Franciaországba került, ahol internálták. Négy év után 1943 januárjában megszökött, és a francia ellenállási mozgalomba kapcsolódott be. 1945-ben tért vissza Magyarországra, s az MKP központjának alosztályvezetőjeként dolgozott. A következő évtől 1949-ig a Pest megyei pártbizottság tagja volt. Az 1956-os forradalomig a Fejér megyei pártbizottság titkára. Eközben több éven át volt országgyűlési képviselő. A forradalom után rendőrezredessé nevezték ki, s a belügyminisztérium pártszervezetének VB-nak tagja volt.

## Családja
Testvérei: Sebes György, Sebes Pál, Sebes Sándor, Sebes László és Sebes István.